# Matthiola erlangeriana
Matthiola erlangeriana är en korsblommig växtart som beskrevs av Adolf Engler. Matthiola erlangeriana ingår i släktet lövkojor, och familjen korsblommiga växter. Inga underarter finns listade i Catalogue of Life.